# BIG TIME TELEVISION
『BIG TIME TELEVISION』（ビッグ・タイム・テレビジョン）は、サンテレビで2007年4月4日から2012年12月29日まで毎週深夜に放送されていた音楽情報番組。
チバテレビでも2007年4月から2009年3月まで放送されていた。

## 概要
サンテレビで10年半もの長きにわたり放送された関西発の音楽情報番組『KOBE CALLING』の終了に伴いリニューアルという形でスタートした。
番組で取り上げるアーティストはJ-POP系からヴィジュアル系、ロキノン系、オルタナ系、声優まで幅広く、またメジャーやインディーズのレーベルも問わず多岐にわたる。いわゆるビッグネームが登場することは少なく比較的マイナーとされる人選が特徴である。
ナレーションによる進行でVTR（アーティストのインタビュー、コメントやミュージック・ビデオなど）が次々と流されていくシンプルな構成で、新譜情報を中心に紹介していく。ライブリポートのコーナーでは、関西で行われたライブ・イベントの模様をダイジェストで紹介。これに関連して大阪の商業施設アリオ八尾で番組主催の公開録画ライブ「アリオ八尾 JACK」が定期的に開催されている。
番組プレゼントにアーティストのノベルティ・販促グッズを進呈している。

## 出演
ナビゲーター（声の出演）
- ターキー（2007年4月 - 2010年6月）
- 西村愛（2010年7月 - 2012年10月）
- 下田千秋（2012年11月・12月）

## スタッフ
- 協力：タワーレコード、Sound1st、HMV、JEUGIA、WAVE、新星堂
- 取材演出：野角陽子
- 技術協力：動画堂
- プロデューサー：直林賢治
- 制作：前田和良
- 制作・著作：Nomad

## 放送時間
- 2007年4月4日 - 2011年3月30日 / 水曜日 深夜 0:40 - 1:10
- 2011年4月6日 - 2011年9月28日 / 水曜日 深夜 0:35 - 1:05
- 2011年10月8日 - 2012年3月31日 / 土曜日 深夜 2:00 - 2:30[2]
- 2012年4月7日 - 12月29日 / 土曜日 深夜 2:05 - 2:35

## 放送局
| 放送対象地域 | 放送局     | 放送日時           | 放送期間                      | 備考   |
| ------------ | ---------- | ------------------ | ----------------------------- | ------ |
| 兵庫県       | サンテレビ | #放送時間参照      | 2007年4月4日 - 2012年12月29日 | 制作局 |
| 千葉県       | チバテレビ | 土曜 26:35 - 27:05 | 2007年4月7日 - 2009年3月28日  |        |

## 関連番組
- KOBE CALLING - 前身番組